# Vádí Mudžíb

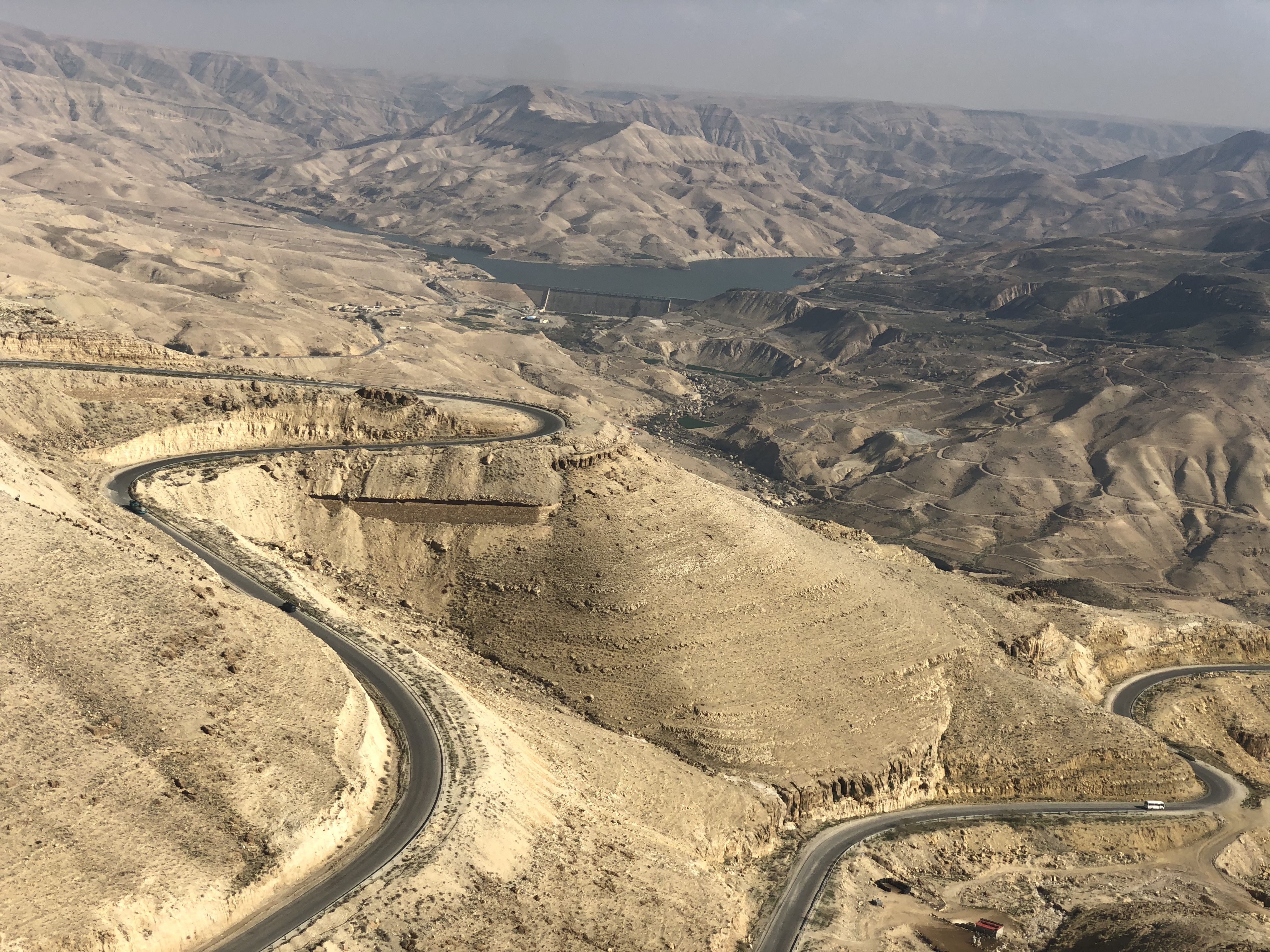
Pohled na údolí v jeho východní části.

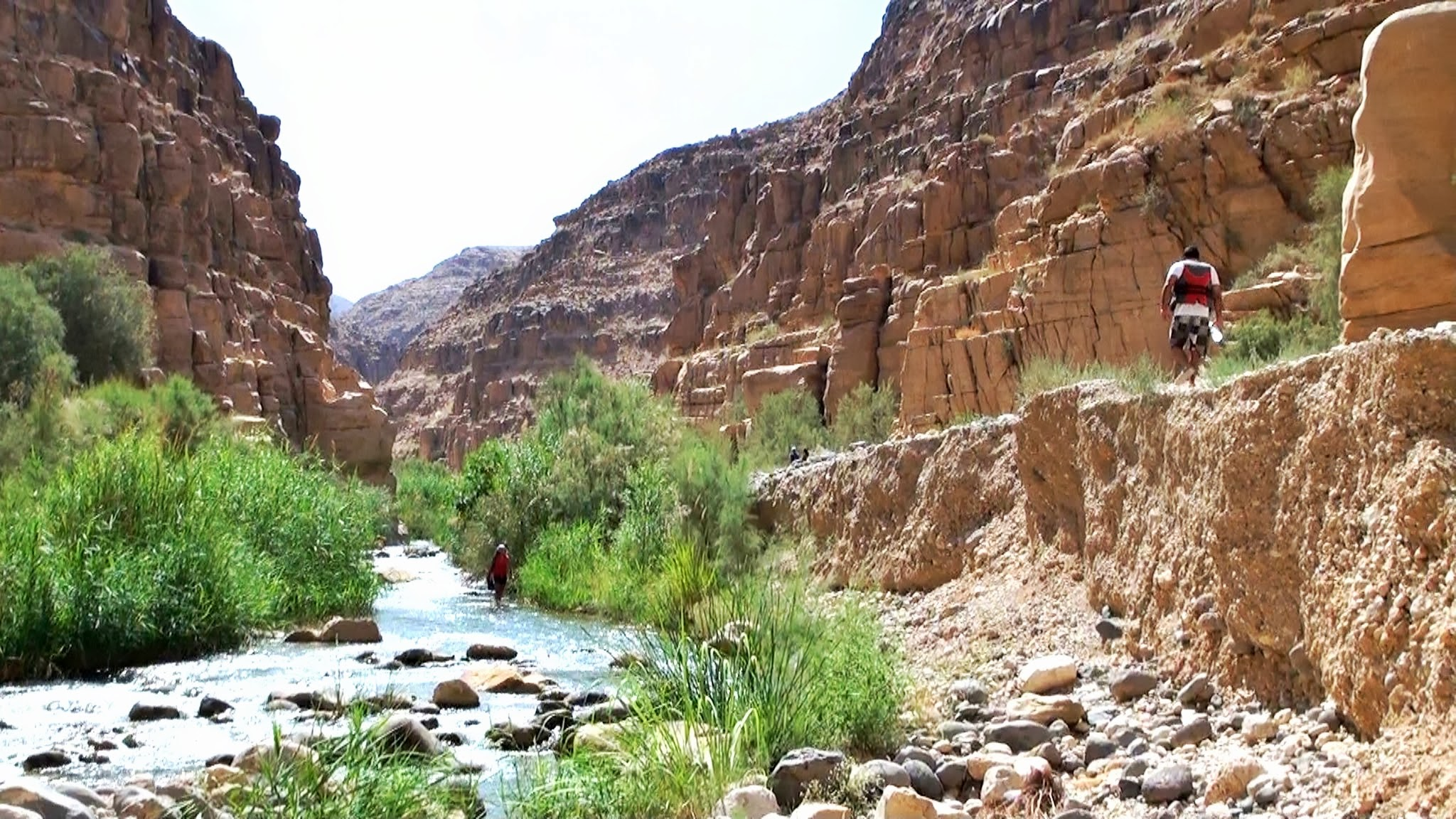
Vegetace v údolí.

Vádí Mudžíb (arabsky وادي_الموجب, anglickou transkripcí Wadi Mujib) je široké údolí/kaňon v Jordánsku. Nachází se zhruba 90 km jižně od metropole Ammánu. Vede západovýchodním směrem. Vyhloubil jej vodní tok, který ústí do Mrtvého moře. Délka údolí je cca 75 km. Jeho hloubka dosahuje až 1300 m, a pohybuje se v rozsahu od 900 do −420 m n. m. Údolí je zmiňováno v Toře jako údolí řeky Arnon. Nacházelo se zde starověké království Moáb.
Svahy údolí mají velmi řídkou vegetaci, na náhorních plošinách se nachází stepní krajina. V místech podél pobřeží Mrtvého moře, například u horkých pramenů Zara, voda často odtéká do podzemí.
Název v arabštině znamená hlučné údolí a odkazuje na hučící vodu, která monumentální údolí vyhloubila. Během dřívějších dob ledových byla část údolí zaplavená. Při poklesu hladiny moře si voda v sedimentech vyhloubila hluboký kaňon. Díky tomu je tak údolí nejužší především ve své západní části, při úrovni Mrtvého moře. Erozi rovněž usnadnilo pískovcové podloží.

## Ekonomické využití
V horní části údolí se nachází vodní elektrárna, která byla dokončena v roce 2004. V blízkosti elektrárny a vodní nádrže se nachází malé osady a pole, která jsou zavlažována vodou z nádrže.
Samotné údolí dále po proudu řeky od přehrady je neosídlené, neprocházejí ním téměř žádné cesty. Zřídka se vyskytují pastviny pro stáda koz. Horní částí údolí prochází Královská cesta, která z města Dhiban v nadmořské výšce 750 m n. m. klesá do impozantního údolí až k hrázi přehradního jezera ve 150 m n. m. a poté stoupá dál do jižní části Jordánska.
V údolí se nachází také horké prameny Hammamat Ma'in.

## Turistika
V jižní části údolí při břehu Mrtvého moře se nachází několik turistických tras, které jsou přístupné pouze s průvodcem.

## Ochrana přírody
Část údolí je v současné době zahrnuta do přírodní rezervace, která byla vyhlášena v roce 1987. Zahrnuje údolí od lokality Madaba na severu až po město Karak na jihu. Rozloha přírodního park činí 212 km2
Evidováno je zde 300 druhů rostlin, a řada živočichů. Nepřístupnost a odlehlost údolí z něj učinila útočiště řady divokých druhů zvířat, např. koček, karakalů, koz a dalších. Řada dříve vyhubených druhů je zde vypouštěna opětovně do přírody.